# Jübar
Jübar ist eine Gemeinde der Verbandsgemeinde Beetzendorf-Diesdorf im Altmarkkreis Salzwedel in Sachsen-Anhalt.

## Geographie

### Lage
Jübar, ein Angerdorf mit Kirche, liegt 25 Kilometer südwestlich der Kreisstadt Salzwedel in der Altmark.
Östlich des Dorfes fließt der Jübarer Abzugsgraben, der in Lüdelsen in die Hartau mündet. Im Norden liegt der fast 108 Metern hohe Kahnberg, die höchste Erhebung in der Gemeinde Jübar. Im Süden liegt der knapp 94 Meter hohe Bromer Berg.
Der Westen der Gemeinde grenzt an die Landesgrenze zu Niedersachsen, die in diesem Gebiet großenteils entlang der Ohre verläuft.

### Gemeindegliederung
Ortsteile der Gemeinde sind Bornsen, Drebenstedt, Gladdenstedt, Hanum, Jübar, Lüdelsen, Nettgau und Wendischbrome. Splittersiedlungen der Gemeinde sind Neuenstall, Klein Wismar und Groß Wismar.

## Geschichte

### Mittelalter bis Neuzeit
Jübar fand als Jubere im Jahr 1240 seine erste urkundliche Erwähnung, als Albertus und Hogerus de Jubere dem Stift Hamersleben eine Hufe in Bergmoor übergaben. Als Dorf (villa) selbst wurde es erstmals 1308 erwähnt.
Die Ortschaft befand sich im 13./14. Jahrhundert in geographischer Grenzlage des deutsch-slawischen Gebiets. Es war weder der eine noch der andere Ursprung nachzuweisen. Der Ortsname wechselte im Laufe der Jahrhunderte oft von Inbere über Jobere und Inber bis Jübar. Die Bezeichnung soll nach Aussagen von Mediävisten auf die „Linde“ hinweisen. In der Tat stehen im Nord- und Südteil des ovalen Rundlings zwei jahrhundertealte – bereits hohle – Linden, die als Naturdenkmale dem Dorf sein eigenes Gepräge geben und im Volksmund die „tausendjährigen Linden“ genannt werden. Deshalb wurde auf Beschluss des Gemeinderates die Linde dem Grafiker als Symbol für das Wappen vorgegeben. Der rote märkische Adler deutet auf die einstige Zugehörigkeit zur Mark Brandenburg hin.
Im Landbuch Kaiser Karls IV. von 1375 gehörte Jübar dem Kloster Isenhagen. Das Hufenland umfasste 22 Hufen, von denen 14 wüst lagen. Noch im Entstehungsjahr des Urbars ging das Dorf ans Stift Diesdorf über.
Im Mittelalter und darüber hinaus betreute Jübar als Kirchdorf einige umliegende Ortschaften. Dazu zählten das kirchlose Bornsen, vermutlich Lüdelsen und Gladdenstedt (beide mittelalterliche Wüstungen) sowie die Tochterkirchen in Hanum und Mellin. Die historische Bevölkerung des Sprengels von 1674 bis 1814 dokumentiert ein Ortsfamilienbuch.

### Eingemeindungen
Jübar gehörte ursprünglich zum Salzwedelischen Kreis der Mark Brandenburg in der Altmark. Von 1807 bis 1808 lag es im Kanton Brome und von 1808 bis 1813 im Kanton Jübar auf dem Territorium des napoleonischen Königreichs Westphalen. Nach weiteren Änderungen kam es 1816 in den Kreis Salzwedel, den späteren Landkreis Salzwedel im Regierungsbezirk Magdeburg in der Provinz Sachsen in Preußen.
Am 25. Juli 1952 kam die Gemeinde Jübar zum Kreis Salzwedel, am 1. Juli 1994 zum Altmarkkreis Salzwedel.
Ab 1991 gehörte Jübar zur Verwaltungsgemeinschaft Beetzendorf, die ab 2005 in der Verwaltungsgemeinschaft Beetzendorf-Diesdorf aufging. Seit dem 1. Januar 2010 gehört Jübar zur Verbandsgemeinde Beetzendorf-Diesdorf.
Durch einen Gebietsänderungsvertrag beschlossen die Gemeinderäte der Gemeinden Bornsen, Hanum, Jübar, Lüdelsen und Nettgau, dass ihre Gemeinden aufgelöst und zu einer neuen Gemeinde mit dem Namen Jübar vereinigt werden. Dieser Vertrag wurde vom Landkreis als unterer Kommunalaufsichtsbehörde genehmigt und trat am 1. Januar 2010 in Kraft.

### Einwohnerentwicklung

#### Gemeinde
| Jahr | Einwohner |
| ---- | --------- |
| 1734 | 124       |
| 1774 | 218       |
| 1789 | 221       |
| 1798 | 213       |
| 1801 | 214       |
| 1818 | 270       |
| 1840 | 385       |

| Jahr | Einwohner |
| ---- | --------- |
| 1864 | 573       |
| 1871 | 578       |
| 1885 | 613       |
| 1892 | [00]632   |
| 1895 | 684       |
| 1900 | [00]698   |
| 1905 | 750       |

| Jahr | Einwohner |
| ---- | --------- |
| 1910 | [00]0788  |
| 1925 | 0755      |
| 1939 | 0769      |
| 1946 | 1113      |
| 1964 | 0872      |
| 1971 | 0869      |
| 1981 | 0751      |

| Jahr | Einwohner |
| ---- | --------- |
| 1993 | 0676      |
| 2006 | 0662      |
| 2011 | 1743      |
| 2015 | 1660      |
| 2019 | 1564      |
| 2021 | 1569      |
| 2022 | 1559      |

Quelle, wenn nicht angegeben, bis 2006, ab 2011:

#### Ortsteil
| Jahr | Einwohner |
| ---- | --------- |
| 2015 | [0]593    |
| 2018 | [0]545    |
| 2020 | [0]564    |
| 2021 | [0]562    |
| 2022 | [0]558    |
| 2023 | [0]556    |

## Religion
Die evangelische Kirchengemeinde Jübar, die früher zur Pfarrei Jübar gehörte, wird heute betreut vom Pfarrbereich Diesdorf des Kirchenkreises Salzwedel im Bischofssprengel Magdeburg der Evangelischen Kirche in Mitteldeutschland.
Im Jahre 1903 gehörten zur Pfarrei Jübar die Kirchengemeinde Jübar, in welche die Dörfer Bornsen, Gladdenstedt, Lüdelsen und Neuenstall eingepfarrt waren, sowie die Kirchengemeinden Hanum und Mellin. Nach Einweihung der Gedächtniskirche Lüdelsen 1924 entstand dort die Kirchengemeinde Lüdelsen, in die Neuenstall eingekircht wurde. Im Jahr 1973 bilden die Kirchengemeinden Jübar, Lüdelsen und Hanum das Kirchspiel Jübar.
Die katholischen Christen gehören zur Pfarrei St. Hildegard in Gardelegen im Dekanat Stendal im Bistum Magdeburg.

## Politik

### Gemeinderat
Von den 12 Gemeinderatssitzen sind seit der Gemeinderatswahl am 26. Mai 2019 einer von der CDU besetzt (Stimmenanteil 12,6 %), neun von Wählergruppen (67,2 %) und zwei von Einzelbewerbern (20,2 %). Die Wahlbeteiligung betrug 65,0 %.

### Bürgermeister
Seit 1994 ist Carsten Borchert ehrenamtlicher Bürgermeister der Gemeinde Jübar.

### Wappen
| | Blasonierung: „In Silber aus grünem Schildfuß wachsender grüner Lindenbaum mit schwarzem Stamm, rechts oben begleitet von einem schwarz bewehrten roten Adler.“ |
| Wappenbegründung: Die Farben sind Grün - Weiß (Silber). Das Dorf Jübar wird 1308 erstmals erwähnt. Es liegt in der Altmark, der mittelalterlichen Nordmark. Damit befand sich das Dorf im 13./14. Jahrhundert in geographischer Grenzlage im deutsch-slawischen Gebiet. Es ist weder der deutsche noch slawische Ursprung nachzuweisen. Der einstige Name wechselte im Laufe der Jahrhunderte oft von Inbere, Jobere, Inber bis Jübar. Die Bezeichnung des Ortes soll nach Aussagen von Mediävisten auf die „Linde“ hinweisen. In der Tat stehen im Nord- und Südteil des ovalen Rundlings zwei Jahrhunderte alte – bereits hohle – Linden, die als Naturdenkmale dem Dorf sein eigenes Gepräge geben und im Volksmund die tausendjährigen Linden genannt werden. Deshalb wurde auf Beschluss des Gemeinderates die Linde als Symbol dem Grafiker vorgegeben. Der rote märkische Adler deutet die Zugehörigkeit zur Region der Altmark an. Das Wappen wurde vom Grafiker Karl Müller aus Salzwedel gestaltet und am 15. Dezember 1992 durch das Ministerium des Innern genehmigt. Durch die Vereinigung der fünf Gemeinden Bornsen, Hanum, Jübar, Lüdelsen und Nettgau hat die neue Gemeinde Jübar die Weiterführung des Gemeindewappens der alten Gemeinde Jübar beantragt. Diese Weiterführung wurde am 11. Mai 2010 durch den Altmarkkreis Salzwedel genehmigt. | |

## Kultur und Sehenswürdigkeiten
- Auf dem Schulhof Mehmker Weg 1 erinnert ein Gedenkstein an den KPD-Vorsitzenden Ernst Thälmann, der im Jahre 1944 im KZ Buchenwald ermordet wurde und dessen Namen diese Schule in der DDR trug.
- In der Mitte des Dorfes befindet sich eine etwa 1000-jährige Linde, die Naturdenkmal ist und als Wahrzeichen Jübars gilt.[26]

### Dorfkirche Jübar

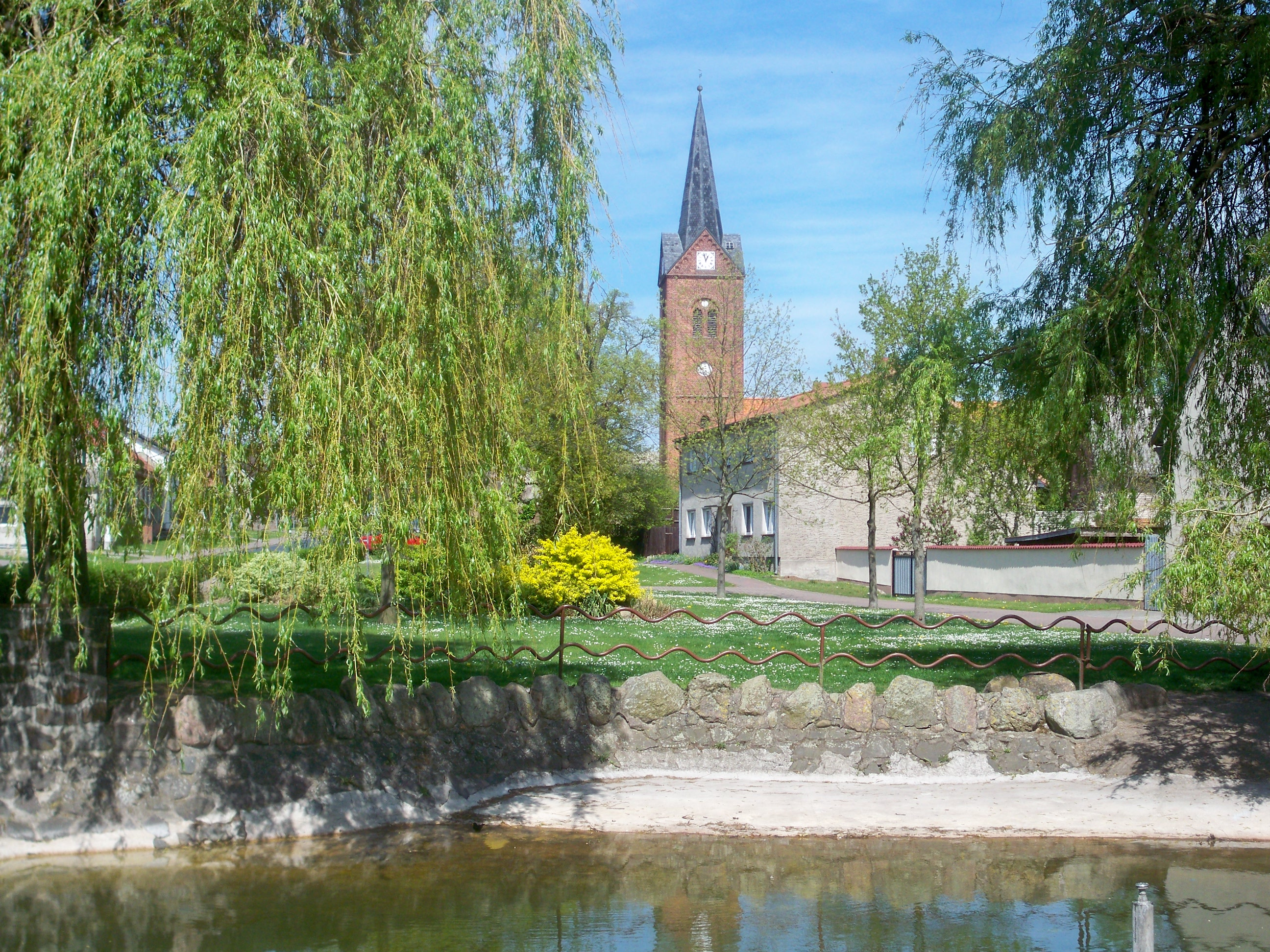
Dorfteich und Turm der Dorfkirche

Die evangelische Dorfkirche Jübar ist ein mittelalterlicher Feldsteinbau aus dem 13. Jahrhundert. Im Jahr 1899 wurde ein neoromanischer Westturm aus Backstein angebaut.
Die Orgel der Kirche wurde 1866 vom Orgelbaumeister August Troch aus Neuhaldensleben geschaffen. Das Werk hat acht Register auf einem Manual und Pedal. Die Disposition lautet:
| Manual         |    |
| Principal      | 8′ |
| Gedackt        | 8′ |
| Viola da Gamba | 8′ |
| Octave         | 4′ |
| Flöte          | 4′ |
| Mixtur III–IV  |    |

| Pedal     |     |
| Subbass   | 16′ |
| Octavbass | 8′  |

Pedalkoppel

## Öffentliche Gebäude
- Gemeindehaus
- Sporthalle
- Bibliothek Jübar
- Grundschule
- Dorfkirche Jübar

## Auszeichnungen
Das Dorf Jübar wurde mehrfach ausgezeichnet. 1996 und 1999 war Jübar schönstes Dorf des Altmarkkreises Salzwedel, 1997 sowie 2001 siegte es im Regierungsbezirk Magdeburg im Wettbewerb „Unser Dorf soll schöner werden“ bzw. „Unser Dorf hat Zukunft“. 2001 gewann Jübar die Bronzeplakette im Bundeswettbewerb „Unser Dorf hat Zukunft“.

## Wirtschaft
Größter Arbeitgeber der Gemeinde Jübar ist das Spanplattenwerk der Sonae Arauco Deutschland bei Gladdenstedt.

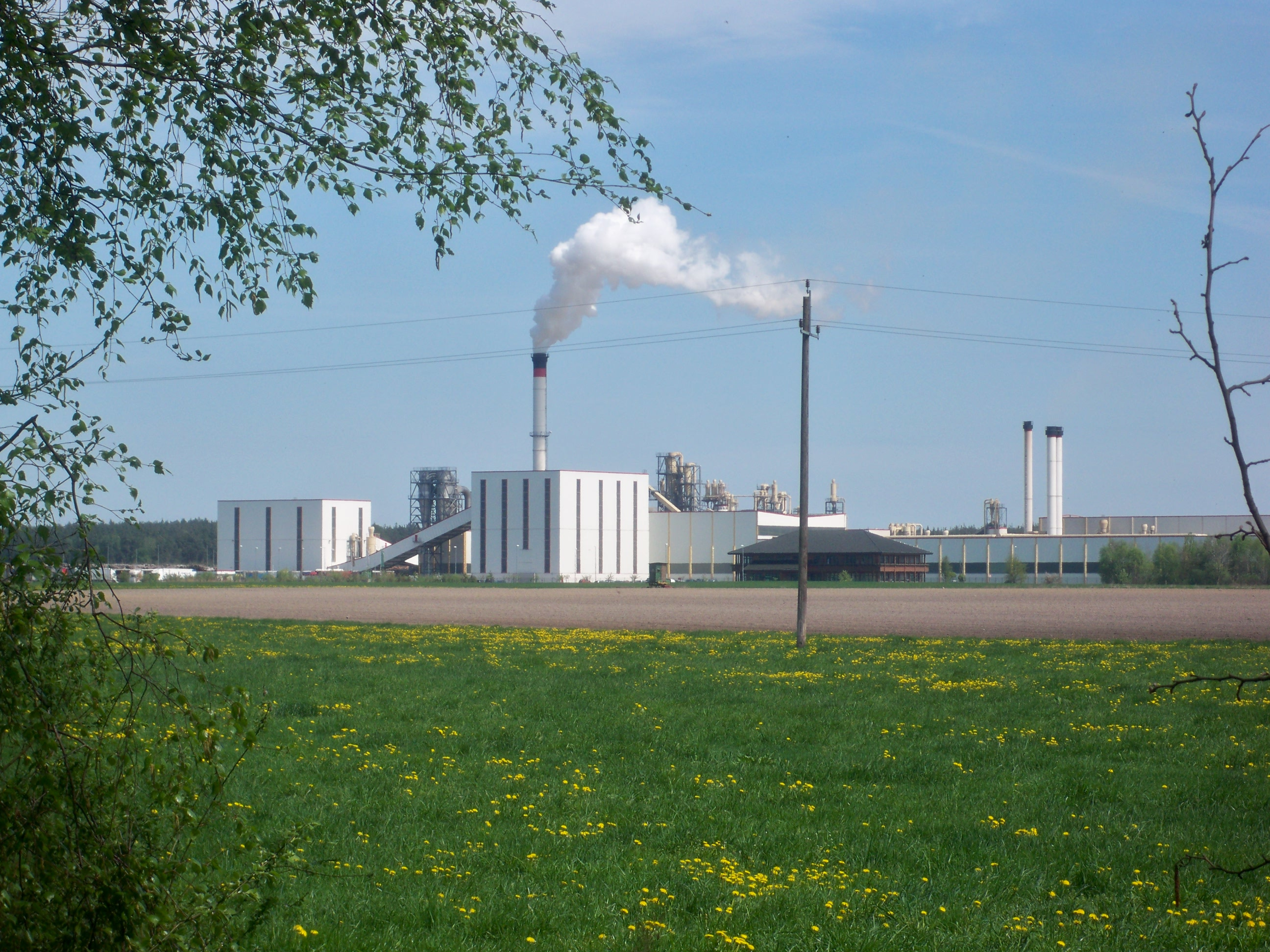
Spanplattenwerk der Glunz AG
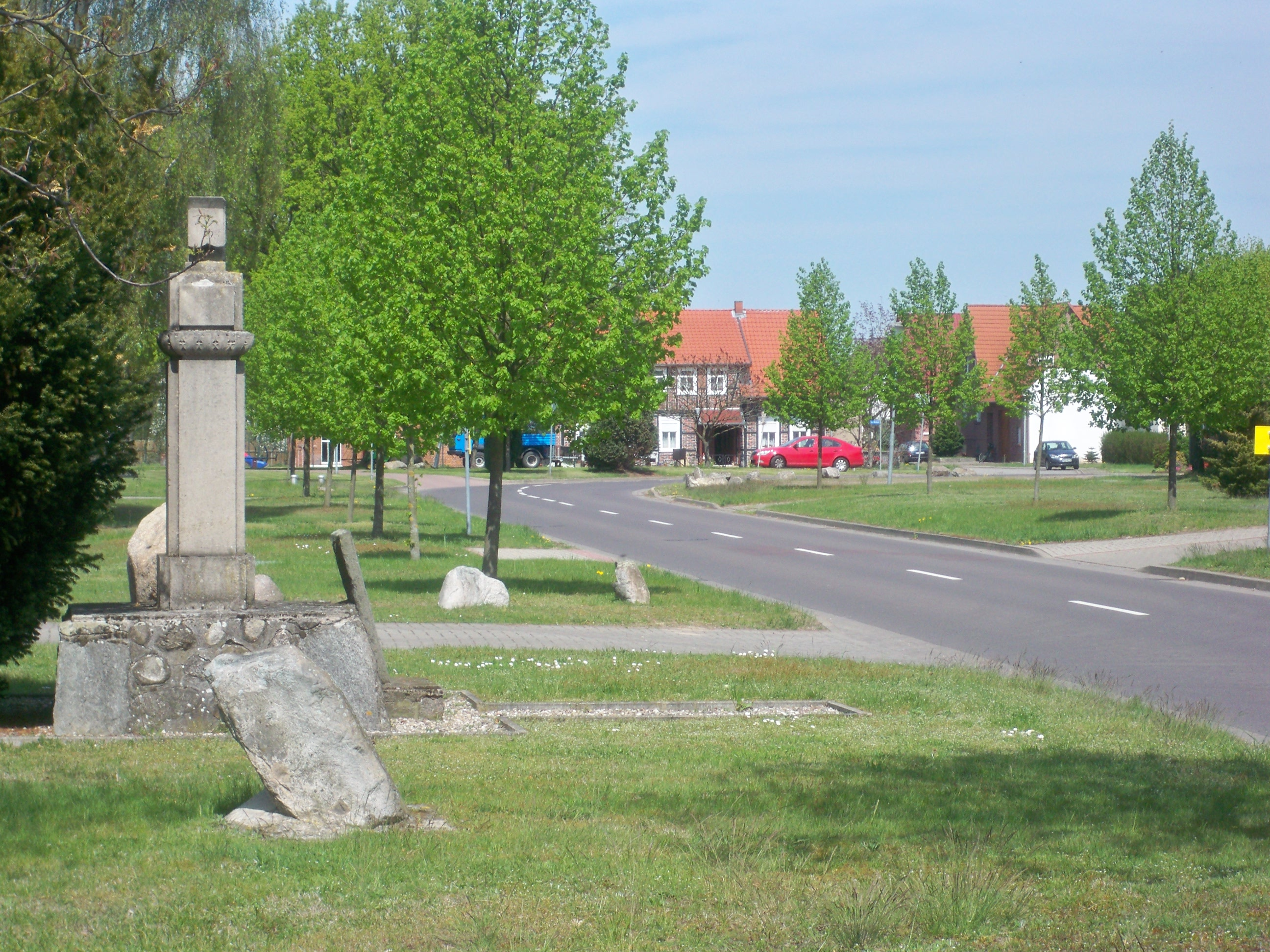
Gladdenstedt, Ortsmitte mit Kriegerdenkmal
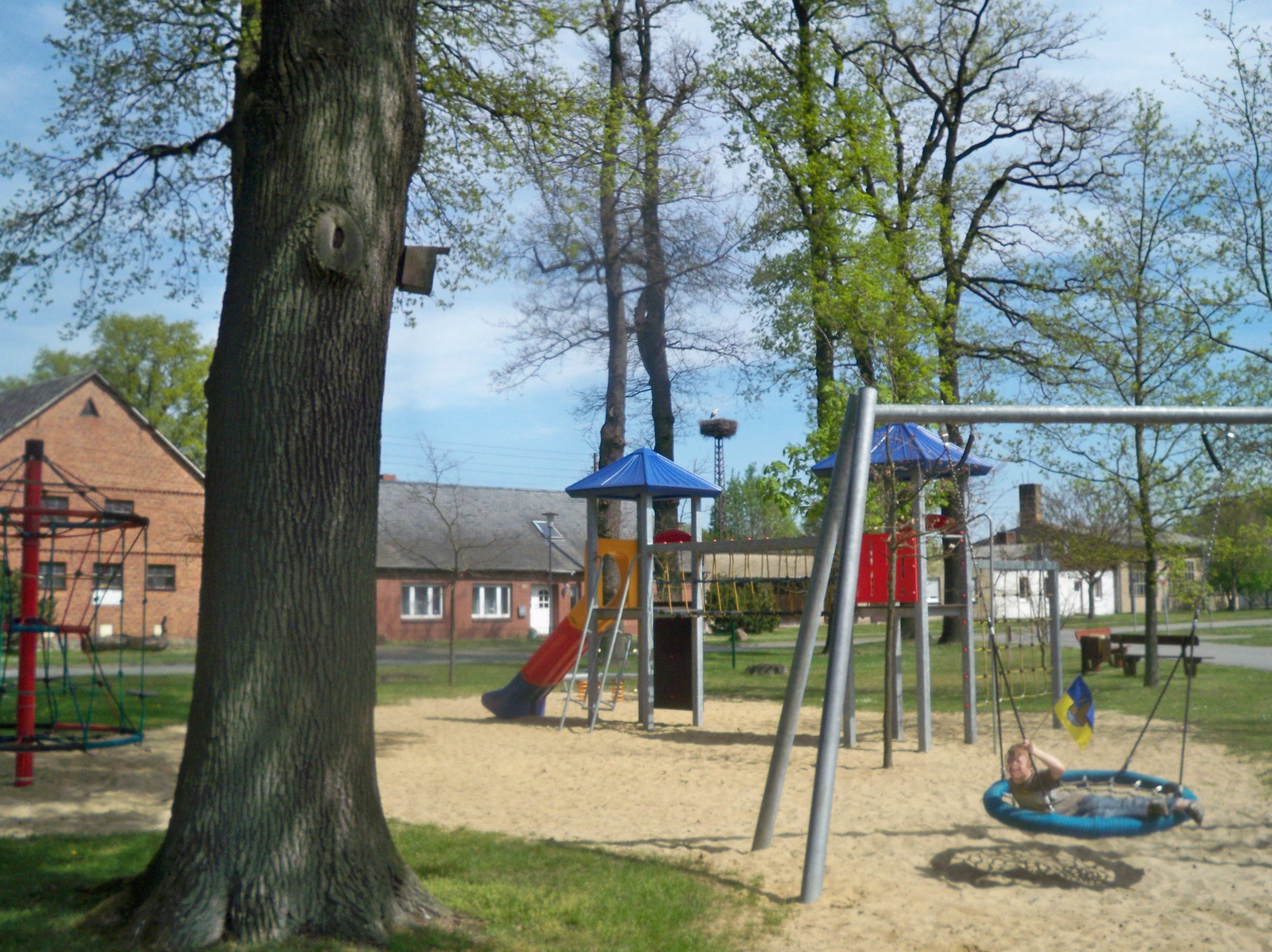
Nettgau
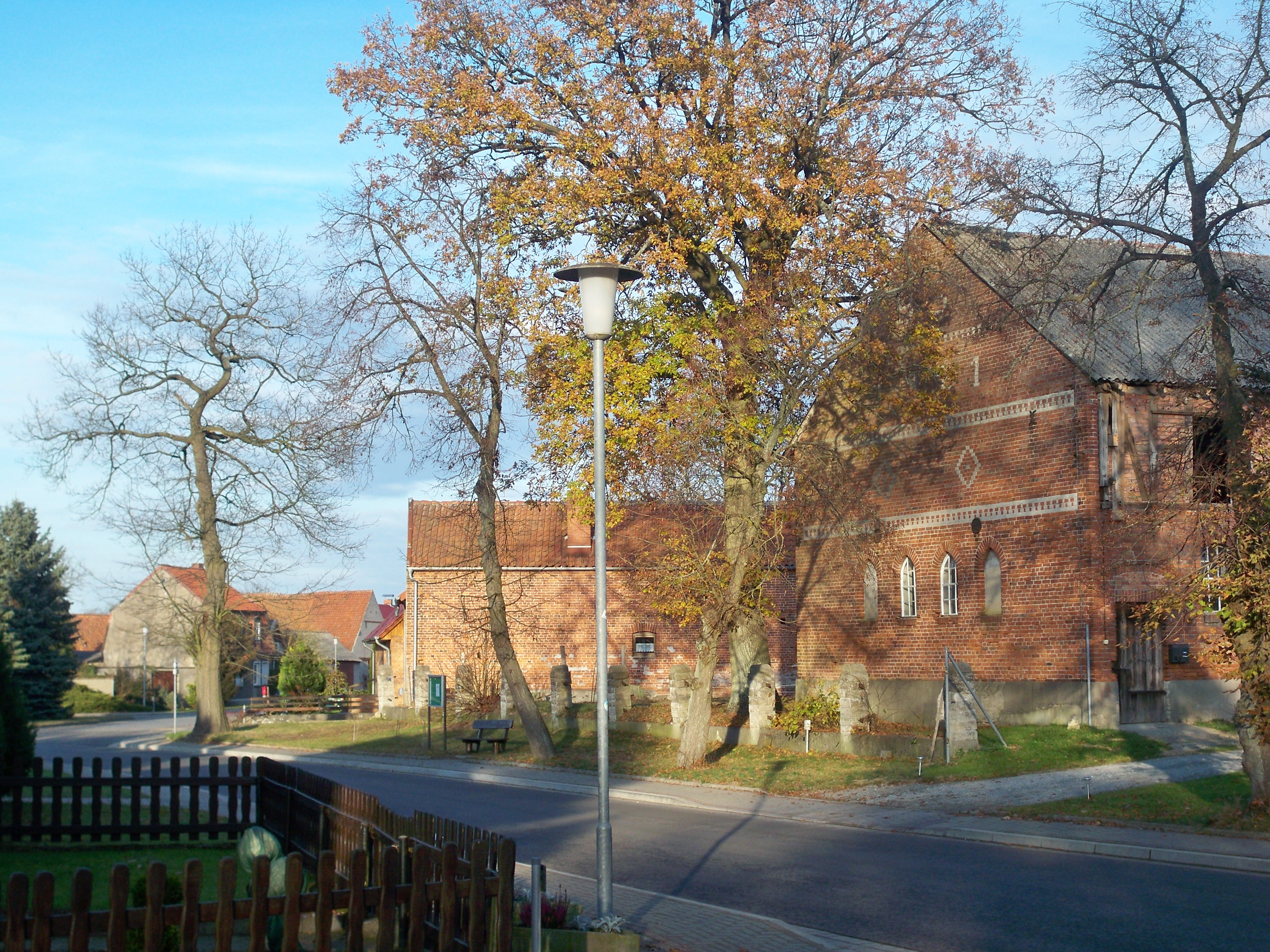
Wendischbrome

## Persönlichkeiten
- Hartmut Bock (* 1944), Lehrer, Museologe, Heimatforscher und Ehrenbürger von Jübar
- Hans-Heinrich Jordan (1948–2019), Politiker (CDU)